# Albert Peyron (homme politique)
Pour les articles homonymes, voir Albert Peyron et Peyron.
Albert Peyron, né le 8 août 1943 à Alger (Algérie) et mort le 3 juin 2001 à Saint-Laurent-du-Var (Alpes-Maritimes), est un homme politique français.

## Biographie
Il est chirurgien-dentiste.
Il est élu député des Alpes-Maritimes aux élections législatives de 1986 en étant deuxième sur la liste du Front national menée par Jacques Peyrat qui obtient deux élus avec 20,89 % des voix.
Pendant les années 1990, il est à la tête du mouvement frontiste à Cannes. Il mène la liste du Front national aux élections municipales partielles de Cannes du 28 janvier 1990. Avec 20,54 % des suffrages, cette liste arrive en deuxième position derrière celle de Michel Mouillot (UDF) et devant celle du RPR Jacques Dozol, obtenant cinq élus.
En janvier 1992, il démissionne de son poste de secrétaire département du Front national des Alpes-Maritimes pour « raisons personnelles ».

## Détail des fonctions et des mandats

### Mandat parlementaire
- 16 mars 1986 - 14 mai 1988 : Député des Alpes-Maritimes, élu sur la liste du Front national.